# Лейдэн Трофи
Лейдэн Трофи (англ. Leyden Trophy) — приз, вручаемый победителю Восточного Дивизиона Хоккейной лиги Онтарио (OHL), названный в честь Мэтта Лейдэна. Впервые вручён в сезоне 1975/76. Чаще всего трофей завоёвывала «Оттава Сиксти Севенс» — 18 раз.

## Победители
- 2023-24: Ошава Дженералз (6)
- 2022-23: Оттава Сиксти Севенс (18)
- 2021-22: Гамильтон Булдогс (2)
- 2020-21: Сезон был отменён из-за пандемии коронавируса
- 2019-20: Оттава Сиксти Севенс (17)
- 2018-19: Оттава Сиксти Севенс (16)
- 2017-18: Гамильтон Булдогс (1)
- 2016-17: Питерборо Питс (11)
- 2015-16: Кингстон Фронтенакс (2)
- 2014-15: Ошава Дженералз (5)
- 2013-14: Ошава Дженералз (4)
- 2012-13: Бельвиль Буллз (6)
- 2011-12: Оттава Сиксти Севенс (15)
- 2010-11: Оттава Сиксти Севенс (14)
- 2009-10: Оттава Сиксти Севенс (13)
- 2008-09: Бельвиль Буллз (5)
- 2007-08: Бельвиль Буллз (4)
- 2006-07: Бельвиль Буллз (3)
- 2005-06: Питерборо Питс (10)
- 2004-05: Питерборо Питс (9)
- 2003-04: Оттава Сиксти Севенс (12)
- 2002-03: Оттава Сиксти Севенс (11)
- 2001-02: Бельвиль Буллз (2)
- 2000-01: Бельвиль Буллз (1)
- 1999-00: Оттава Сиксти Севенс (10)
- 1998-99: Оттава Сиксти Севенс (9)
- 1997-98: Оттава Сиксти Севенс (8)
- 1996-97: Оттава Сиксти Севенс (7)
- 1995-96: Оттава Сиксти Севенс (6)
- 1994-95: Кингстон Фронтенакс (1)
- 1993-94: Норт-Бей Центенниалз (1)
- 1992-93: Питерборо Питс (8)
- 1991-92: Питерборо Питс (7)
- 1990-91: Ошава Дженералз (3)
- 1989-90: Ошава Дженералз (2)
- 1988-89: Питерборо Питс (6)
- 1987-88: Питерборо Питс (5)
- 1986-87: Ошава Дженералз (1)
- 1985-86: Питерборо Питс (4)
- 1984-85: Питерборо Питс (3)
- 1983-84: Оттава Сиксти Севенс (5)
- 1982-83: Оттава Сиксти Севенс (4)
- 1981-82: Оттава Сиксти Севенс (3)
- 1980-81: Су-Сент-Мари Грейхаундз (1)
- 1979-80: Питерборо Питс (2)
- 1978-79: Питерборо Питс (1)
- 1977-78: Оттава Сиксти Севенс (2)
- 1976-77: Оттава Сиксти Севенс (1)
- 1975-76: Садбери Вулвз (1)